# MTV Rocks (Reino Unido e Irlanda)
MTV Rocks (anteriormente MTV Two, MTV2 Europe e M2) foi um canal pago de música operado pela ViacomCBS Networks UK & Australia. Sua programação consistia na exibição ininterrupta de videoclipes de música alternativa e rock.
A ZON (atual NOS) o MTV Rocks na versão britânica e irlandesa até 2014, quando foi substituída pela versão europeia.
Em 2018 e 2019, o MTV Rocks foi temporariamente renomeado como VH1 Christmas, e exibiu videoclipes com o tema natalino até o Boxing Day.

## Encerramento
O canal, junto com o Club MTV e MTV OMG encerrou suas transmissões em 20 de julho de 2020, movimentando sua programação para o MTV Music. O último videoclipe exibido no canal foi Don't Look Back in Anger da banda Oasis e depois foi substituido pelo MTV 90s.

## MTV Rocks na Europa
Em 2014, MTV Rocks, juntamente com o MTV Hits e o MTV Dance, começaram a transmitir as suas versões europeias, sem intervalos ou tele-vendas e sem o VH1 Christmas. Os canais tinham uma licença Checa.

## Programação
- Biggest! Hottest! Loudest!
- Rock Solid Playlist
- What's the Story? Morning Glory!
- All Night Session
- Then vs Now
- Weekend Rocks
- 70s Calling!
- 80s Vs 90s Rock Legends
- Supersonic 90s Anthems!
- Smells Like 90s Anthems
- 00s Nu-Rave!
- 00s Indie Anthems!
- Bands of the 10s!
- Ultimate 10s Playlist!
- Ultimate 21st Century Anthems!
- Pop Punk vs the World!
- Indie House Party Anthems!
- Ultimate Weekend Anthems!
- MTV Unplugged
- MTV Rocks: Thnks fr the Mmrs!
- ... vs. ...
- ...: In Rotation
- Top 5 / Top 10 / Top 20 / Top 30 / Top 50 / Top 100
- VH1 Christmas (during Christmas period of each year)